# Prahaar (misil)
Prahaar (en inglés "Strike", en español "Golpe"/"Ataque") es un misil balístico táctico móvil de carretera de combustible sólido desarrollado por la Organización de Investigación y Desarrollo de Defensa (DRDO) de la India. Se espera que el Prahaar reemplace al misil balístico de corto alcance Prithvi-I en servicio en la India.